# Cambalhota aérea

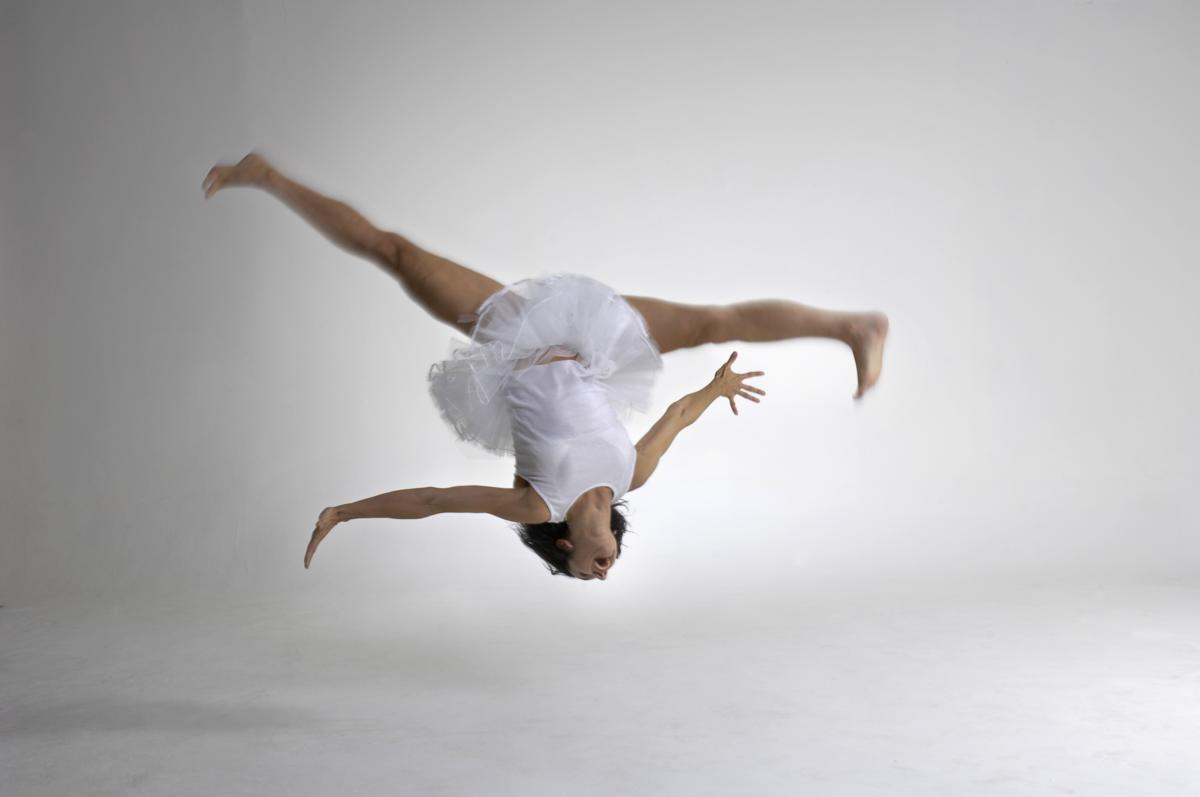
Uma dançarina no ar executando um aú sem mão

Uma cambalhota aérea ou aéreo lateral é um movimento acrobático no qual um aú é executado sem que as mãos toquem o chão. Durante a execução de um aú padrão, o corpo do praticante é apoiado pelas mãos enquanto passa pela orientação invertida, enquanto no aú sem mão, o praticante fica no ar enquanto está invertido. Para compensar a falta de apoio das mãos, o impulso das pernas é utilizado para manter o praticante no ar até que o pé da frente toque o chão. O aú sem mão pode ser executado em corrida ou a partir de uma posição parada, em pé. A perna da frente faz uma passada (lunge) enquanto a perna de trás impulsiona para trás, criando o impulso. O aú sem mão também é conhecido por vários outros nomes, incluindo side flip, side somersault, air cartwheel, aú sem mãos ou simplesmente aéreos.
Os aús sem mãos são executados em ginástica, cheerleading, acrodance, parkour, tricking e artes marciais como Wushu e capoeira. No contexto das artes marciais, o aú sem mão é visualmente interessante, mas de pouco valor para o combate. Consequentemente, é comumente visto em exibições, apresentações e filmes de artes marciais, mas raramente usado em combates e lutas.

## Aprendendo a técnica correta
Aprender a técnica correta e fazer aulas para desenvolver essa habilidade reduz o risco de lesões. A execução do aú sem mão pode ser ensinada adequadamente em aulas de ginástica, dança, aeróbica, artes marciais, cheerleading e tumbling. Nessas aulas, um instrutor qualificado pode ensinar corretamente os passos para realizar o aú sem mão e utilizar equipamentos que auxiliam no processo de aprendizagem, reduzindo a possibilidade de lesões.
O aú sem mão envolve intensa coordenação, concentração, equilíbrio, força, flexibilidade, resistência e potência. O treinamento de força e o alongamento ajudam a preparar o corpo antes de tentar o exercício, facilitando a execução.

## Variações
- Aú encolhido, em que as pernas ficam encolhidas, resultando em uma rotação mais rápida. Isso é semelhante à habilidade na capoeira conhecida como Aú sem mão.
- Side somi, semelhante ao aú encolhido, mas as pernas ficam na posição encolhida e há uma rotação de 90 graus.
- Machado para aú, em que uma perna é levantada até a altura do ombro ou da cabeça e então balançada para baixo (de forma semelhante a um chute machado), tornando-se a perna que lidera o aú. Uma variante em que o praticante aterrissa em um espaguete foi popularizada por Willem Stockton e até chamada por alguns de Willem Aerial.
- Aeriola, também conhecida como aú reverso, é um aú precedido por um passo para trás, resultando em deslocamento para trás durante o movimento.
- Barani, também conhecido como round-off livre, em que as pernas se juntam no ar, aterrissando com os dois pés.
- Gardiner, também conhecido como aú troca, em que a perna que estava atrás balança para frente da perna que estava na frente para ser a primeira a aterrissar.
- Aú para o espaguete. A maioria das variações do aú podem terminar no espaguete.